# Montadito
Montadito ou montaíto é um termo espanhol que designa um(a) pequeno(a) sandes/sanduíche preparada à base de comidas quentes ou frias, utilizando pequenas fatias de pão de trigo em forma de minibaguete ou, noutras vezes, pequenas com tostas de pão de trigo.
É muito apreciado como tapa nos bares e restaurantes da Andaluzia e um pouco por toda a Espanha, geralmente acompanhado de uma caña ou um fino.
A exemplo do "bocadillo", estima-se que a prática de preparar refeições para consumir comida através de duas fatias de pão remonte a finais do século XV ou princípios do século XVI, no sul de Espanha, muito antes do surgimento da famosa sandwich (sanduíche, sandes).

## Variedades

### Com salmão e queijo
- Com queijo fresco cortado;
- Com queijo-creme para barrar.

### Frango
- Com carne de frango cozida ou grelhada;
  - Misturando alface, maionese e carne de frango desfiada;
  - Misturando tomate picado com macarrão.

### Viandas
- Com chouriço de tamanho pequeno para facilitar a confecção;
- Com morcelas;
- Com carnes grelhadas.

### Com queijo
- Salada de alface com tomate e queijo fresco com tempero de azeite e oregãos;
- Queijo fresco com anchovas
- Mozzarella fresca, tomate e manjericão

### Doce
- Creme de chocolate